# Rutki (gromada)
Rutki – dawna gromada, czyli najmniejsza jednostka podziału terytorialnego Polskiej Rzeczypospolitej Ludowej w latach 1954–1972.
Gromady, z gromadzkimi radami narodowymi (GRN) jako organami władzy najniższego stopnia na wsi, funkcjonowały od reformy reorganizującej administrację wiejską przeprowadzonej jesienią 1954 do momentu ich zniesienia z dniem 1 stycznia 1973, tym samym wypierając organizację gminną w latach 1954–1972.
Gromadę Rutki z siedzibą GRN w Rutkach utworzono – jako jedną z 8759 gromad – w powiecie łomżyńskim w woj. białostockim, na mocy uchwały nr 18/V WRN w Białymstoku z dnia 4 października 1954. W skład jednostki weszły obszary dotychczasowych gromad Rutki, Mońki, Mężenin, Kałęczyn i Rutki Nowiny ze zniesionej gminy Rutki w tymże powiecie. Dla gromady ustalono 11 członków gromadzkiej rady narodowej.
13 listopada 1954 roku gromada weszła w skład nowo utworzonego powiatu zambrowskiego.
1 stycznia 1958 roku do gromady Rutki przyłączono obszar zniesionej gromady Śliwowo-Łopienite.
31 grudnia 1959 do gromady Rutki przyłączono obszary zniesionych gromad Kalinówka-Basie i Szlasy-Lipno oraz wsie Kossaki-Ostatki, Kossaki-Falki i Kossaki Nadbielne ze zniesionej gromady Pruszki; równocześnie z gromady Rutki wyłączono wsie Śliwowo-Łopienite, Szlasy-Łopienite, Szlasy-Mieszki, Dobrochy, Czochanie-Góra, Duchny-Wieluny i Świątki-Wiercice (Świątki-Wertyce) włączając je do gromady Zambrzyce-Króle.
Gromada przetrwała do końca 1972 roku, czyli do kolejnej reformy gminnej. Z dniem 1 stycznia 1973 roku reaktywowano gminę Rutki.